# 영진전문대학교
영진전문대학교(永進專門大學校, Yeungjin University)은 대한민국 대구광역시에 위치한 대학교이다. 본교가 위치한 복현캠퍼스, 제2캠퍼스 글로벌캠퍼스, 제3캠퍼스 규모의 대학 부설 대구경북영어마을 등까지 운영하고 있는 전국 최대 규모의 전문대이다.
1977년 3월 12일 학교법인 설립을 시작으로 대한민국 최초로 기업에서 인력을 미리 주문받는 '주문식교육'을 창설하여 대학교육의 혁신을 일으키고 이를 모든 대학에 전파하였다. 이러한 주문식교육은 산학협력이라는 명칭으로 대한민국 산업발전과 궤를 같이할 정도로 오늘날 주문식교육은 모든 대학교육의 기틀로 자리잡았다.

## 연혁
- 2025년 1월 해외취업 전국 1위(2025 교육부 발표)
- 2024년 3월 한국에서 가장 존경받는 대학(기업), 13년 연속 1위 선정(2024 한국능률협회 컨설팅)
- 2024년 1월 취업률 전국 1위(2024 교육부 발표, 연간 졸업생 3천명 이상 대규모 대학교)
- 2024년 1월 해외취업 전국 1위(2024 교육부 발표)
- 2024년 1월 대기업&해외취업 2,800명(최근 6년, 2019~2024 교육부 발표 및 건강보험가입자 기준)
- 2023년 6월 교육부 혁신융합대학 사업, 3대 첨단분야 전국유일! 동시선정!  인공지능 지능형로봇 반도체 소부장(소재, 부품, 장비)
- 2023년 6월 교육부 첨단분야 혁신융합대학 '반도체 소재·부품·장비' 추가 선정, 전문대 전국 유일
- 2023년 3월 한국에서 가장 존경받는 전문대학(기업), 12년 연속 1위 선정(한국능률협회 컨설팅 발표)
- 2023년 2월 교육부 교육국제화역량인증 IEQAS 대학 대구 유일 재선정
- 2023년 1월 취업률 전국 1위(2023 교육부 발표, 연간 졸업생 3,000명 이상 전문대)
- 2023년 1월 최근 6년 대기업 및 해외취업자 2,844명(2018~2023 교육부 발표)
- 2023년 1월 최근 6년 해외취업자수 646명(2018~2023 교육부 발표)
- 2022년 11월 반도체 기술사관 육성사업 선정(중소벤처기업부)
- 2022년 11월 교육부 고등직업교육거점지구 HIVE 사업 선정
- 2022년 11월 교육부 교육기부 진로체험 인증기관 선정(2022~2025)
- 2022년 5월 교육부 3단계 산학연협력 선도전문대학 육성 LINC3.0 사업 선정
- 2022년 1월 한국에서 가장 존경받는 전문대학(기업), 1위 선정(한국능률협회 컨설팅 발표)
- 2022년 1월 취업률 전국 1위(교육부 발표, 전문대학 졸업자 3,000명 이상)
- 2022년 1월 해외취업 전국 1위(교육부 발표)
- 2021년 12월 교육부 전문대학 기관평가인증 3주기 연속 '인증'
- 2021년 9월 교육부 대학기본역량진단 최고등급 '정부재정지원대학'
- 2021년 5월 교육부 디지털 신기술 인재양성 혁신공유대학, '인공지능' '지능형로봇' 2개 분야 동시 선정
- 2021년 4월 교육부 전문기술석사 과정 '마이스터대학' 전국최초 선정 및 운영
- 2021년 3월 대학일자리플러스센터 사업 선정(고용노동부)
- 2021년 3월 교육부 교육국제화역량인증 IEQAS 연속 선정
- 2021년 2월 한국에서 가장 존경받는 전문대학(기업), 1위 선정(한국능률협회 컨설팅 발표)
- 2021년 1월 취업률 전국 1위(교육부 발표, 전문대학 졸업자 3,000명 이상)
- 2021년 1월 해외취업 전국 1위(교육부 발표)
- 2020년 12월 전문대학 취업역량 전국 1위(대학 취업·창업 역량 평가, 한경)
- 2020년 10월 제 5회 해외취업박람회 대학 자체 개최(2016년 대학 최초 자체 박람회 개최)
- 2020년 8월 외국인장학생수학대학 GKS 사업 6년 연속 선정(교육부)
- 2020년 2월 일본현지 주문식교육협의회 발족(일본)
- 2020년 2월 한국에서 가장 존경받는 기업, 전문대학부문 9년 연속 1위 선정(한국능률협회 컨설팅 발표)
- 2020년 1월 해외취업 전국 1위(교육부 발표)
- 2020년 1월 취업률 전국 1위(교육부 발표, 전문대학 졸업자 1,000명 이상)
- 2019년 전문대학 혁신지업사업 최고등급 1유형, 3년간 국고지원(2019년 교육부)
- 2019년 2월 한국에서 가장 존경받는 기업, 대학부문 8년 연속 1위 선정(한국능률협회컨설팅 KMAC)
- 2019년 1월 전국 유일 해외 일자리 창출 단체 공로로 정부 유공기관 선정
- 2019년 LINC+사업 1단계 평가 '매우 우수' 및 2단계 사업 계속지원 대학 선정(교육부)
- 2019년 1월 취업률 전국 1위(교육부 발표, 전문대학 졸업자 2,000명 이상)
- 2019년 1월 해외취업 전국 1위(교육부 발표, 전문대학 )
- 2018년 6월 1일 영진전문대학교로 교명 변경
- 2018년 3월 글로벌 인재 양성소 교육국제화역량인증대학 선정(교육부, 법무부 발표)
- 2018년 2월 대학 최초 일본 현지 주문식교육 도쿄사무소 개소
- 2018년 1월 해외취업 전국 1위(교육부 발표, 전문대학 )
- 2028년 1월 '대한민국 전문대학 지속지수' 전국 최우수 대학 선정(한국CSR연구소)
- 2018년 국토교통부 드론교육기관 '초경량비행장치 전문교육 기관' 지정(국토교통부)
- 2018년 외국인 유학생 불법체류율 1%미만 대학 선정(교육부, 법무부)
- 2018년 글로벌현장학습 지원사업 전국 최다 인원(교육부)
- 2018년 청년드림 베스트 프랙티스 해외취업 부문 우수대학 선정(고용노동부, 한국고용정보원)
- 2018년 해외취업 지원 우수대학 선정(교육부)
- 2018년 대학 기본역량 진단 평가 최고등급 '자율개선대학' 선정
- 2018년 특허출원 17건 등 기술혁신, 중소벤처기업부 장관상 수상(중소벤처기업부, 중소기업기술혁신대전)
- 2027년 12월 대한민국 교육기부 대상(교육부)
- 2017년 12월 전문대학 기관평가인증 2회 연속 취득(고등직업교육평가인증원)
- 2017년 4월 LINC+ 사회맞춤형 산학협력 선도대학 육성사업 대상 선정
- 2017년 1월 고숙련 일학습병행제 P-Tech사업 선정(한국산업인력공단)
- 2014년 6월 세계로 프로젝트 사업 선정(교육부)
- 2014년 3월 전국 최초 공군 부사관 학군단 RNTC, 전국유일 선정(국방부)
- 2013년 7월 교육역량강화사업 '교육역량 우수대학' 선정, 4년 연속 전국1위(교육부)
- 2012년 4월 교육역량강화사업 '교육역량 우수대학' 선정, 3년 연속 전국1위(교육과학기술부)
- 2011년 9월 세계적 수준 전문대 육성사업 WCC 선정(교육과학기술부)
- 2010년 7월 전문대학 대표브랜드 사업 지원대학 A등급 선정 (교육과학기술부)
- 1999년 2월 마이크로소프트 국제공인교육센터 지정
- 1998년 11월 Sun & Java 국제공인교육센터 지정, HP 국제공인교육센터 지정
- 1994년 10월 오라클 DBMS 교육 협력기관 지정
- 1986년 3월 대학 부설 영진유치원 개원
- 1985년 3월 영진전문대학으로 교명 변경
- 1981년 3월 영진실업전문대학으로 교명 변경
- 1979년 3월 영진공업전문대학으로 교명 변경
- 1977년 3월 영진공업전문학교 개교

## 2026학년도 교육편제
| 공학 |
| --- |
| - 컴퓨터정보계열 (3년제) - AI컴퓨터보안계열 - AI융합기계계열 - 반도체전자계열 - 무인항공드론과 - 신재생에너지전기계열 - 건축과 - 인테리어디자인과 (3년제) - 실내장식과 (야간) - 국방군사계열 - 글로벌시스템융합과 (3년제) |

| 인문사회 |
| --- |
| - 경영회계융합계열 - 파크골프경영과 (경영회계융합계열) - 미래라이프융합과 (경영회계융합계열) - 호텔항공관광과 - 사회복지과 - 유아교육과 (3년제) |

| 자연과학 |
| --- |
| - 간호학과 (4년제) - 보건의료행정과 (3년제) - 응급구조과 (3년제) - 동물보건과 - 반려동물과 - 조리제과제빵과 |

| 예체능 |
| --- |
| - 아트미디어자율학과 (3년제)(아트미디어계열) - 만화애니메이션과 (3년제)(아트미디어계열) - 방송영상미디어과 (3년제)(아트미디어계열) - 시각디자인과 (3년제)(아트미디어계열) - 뷰티융합과 - 메디컬K뷰티과 - 스포츠재활과 |

## 같이 보기
- 영진사이버대학교